# Organizzazione Rudaj
L'Organizzazione Rudaj è stata una banda composta principalmente da italo-albanesi attiva nell'area metropolitana di New York. Il gruppo prendeva il nome da Alex Rudaj, di Yorktown (New York), considerato il capo dell'organizzazione. Conosciuta tra i membri come The Corporation, l'organizzazione nacque negli anni '90 nel Bronx, per poi estendersi nelle contee di Westchester e Queens. Secondo l'accusa, il gruppo criminale era guidato da Alex Rudaj e da Nardino Colotti, un uomo di origini italo-albanesi, entrambi legati a Phil "Skinny" Loscalzo, un affiliato della famiglia mafiosa Gambino.

## Organizzazione

### Alex Rudaj
Alex Rudaj (noto anche come Sandro Rudovic, Allie Boy, Zio Rudaj, Xhaxhai), originario di Yorktown, New York, è considerato il presunto capo dell'organizzazione criminale albanese conosciuta come Organizzazione Rudaj, attiva nell'area metropolitana di New York. Di etnia albanese, Rudaj è nato a Ulcinj, in Montenegro, e si è trasferito negli Stati Uniti nel 1987.
Secondo i procuratori federali, nel 1996 Rudaj sarebbe stato il sicario in una sparatoria contro un altro esponente della malavita, avvenuta dopo un inseguimento ad alta velocità nel Bronx: sparò a Guy Peduto mentre quest’ultimo cercava di fuggire in auto, sporgendosi dal tettuccio di un'altra macchina.
In un altro episodio riportato dagli inquirenti, Rudaj si sarebbe presentato con una ventina di uomini per reclamare il tavolo del defunto boss John Gotti presso Rao’s, il celebre e riservato ristorante italiano di East Harlem.
Il 16 giugno 2006, all'età di 38 anni, Alex Rudaj è stato condannato a 27 anni di carcere federale per reati legati al racket, estorsione e gioco d’azzardo illegale.

### Nardino Colotti
Nardino Colotti (nato nel 1963), del Bronx, New York, è un italo-americano che fu protetto di Phil "Skinny Phil" Loscalzo, soldato della famiglia Gambino, e cofondatore dell’Organizzazione Rudaj.
Si dice che Loscalzo avesse promesso a Colotti territori e attività criminali da gestire nel Bronx, con l’intenzione di proporlo come membro ufficiale dei Gambino. Tuttavia, alla morte di Loscalzo, fu il soldato siciliano Joe Gambino a prendere il controllo, negando a Rudaj e Colotti le promesse fatte. I due, rifiutando di lavorare per Joe Gambino e di riconoscerne l'autorità, si resero indipendenti nel 1993, fondando la loro organizzazione.
Oltre a gestire bische clandestine nel Queens, il gruppo operava anche a Mount Vernon e Port Chester. La fazione di Colotti gestiva una sala da gioco illegale in Adee Street a Port Chester e costringeva i proprietari di bar a Mount Vernon a installare le loro macchinette truccate. In un episodio, tentarono di appropriarsi del locale Puerto Roja di Salvatore Misale a Mount Vernon. Dopo essere stato aggredito in un caffè del Bronx per aver rifiutato di consegnare le chiavi del bar - durante l'attacco un certo Lamaj gli recise un orecchio e lo pestò brutalmente - Misale decise di rivolgersi alle autorità nel 2003.

## Arresto e condanne
Il 26 ottobre 2004, l’FBI e il procuratore federale di Manhattan, David Kelley, annunciarono l’arresto del presunto capo dell’organizzazione, Alex Rudaj, insieme ad altri 21 membri sospettati della banda criminale. La maggior parte degli imputati erano albanesi nativi o di prima generazione albanese-americana.
Durante un’udienza per la cauzione di uno degli arrestati, il procuratore Timothy Treanor dichiarò che la mafia albanese aveva sottratto il controllo delle attività di gioco d’azzardo alla famiglia Lucchese, nel quartiere Astoria del Queens. Nell’agosto 2001, Rudaj guidò un attacco contro due affiliati greci dei Lucchese che gestivano il racket del gioco d'azzardo in un club sociale greco sulla 30ª strada, sempre nel Queens. Il 3 agosto, Rudaj e almeno altri sei uomini entrarono nel locale armati, colpirono uno dei presenti alla testa con una pistola e minacciarono gli altri di distruggere l’edificio, costringendoli a fuggire dal quartiere.
A quel punto, il boss dei Gambino, Arnold Squitieri, decise di affrontare la situazione e organizzò un incontro con Rudaj. La riunione si tenne presso una stazione di servizio lungo l’autostrada del New Jersey. Squitieri arrivò con venti mafiosi, mentre Rudaj portò solo sei uomini del suo gruppo. Secondo l’agente sotto copertura dell’FBI, Joaquin Garcia, infiltrato nella famiglia Gambino, Squitieri intimò a Rudaj di fermare l’espansione delle sue attività. Entrambe le fazioni erano armate, ma Rudaj rispose minacciando di far saltare in aria l'intera stazione di servizio con tutti dentro. La discussione si interruppe bruscamente e i due gruppi si ritirarono.
Entro il 2006, tutti i principali protagonisti di quell’incontro erano ormai dietro le sbarre. Rudaj, il suo autista e guardia del corpo Lumaj, e gli altri membri della cosiddetta "Sesta Famiglia" furono arrestati nell’ottobre 2004 e accusati di vari reati legati al racket e al gioco d’azzardo. Al processo, Rudaj e i suoi principali luogotenenti furono tutti dichiarati colpevoli. Nel 2006, all’età di 38 anni, Rudaj fu condannato a 27 anni di carcere.
Anche il suo rivale, Arnold Squitieri, fu condannato in un processo distinto per racket e scontò una pena di sette anni.
In totale, oltre 20 membri dell’Organizzazione Rudaj furono incriminati per diversi crimini. Sei dei leader principali, tra cui Alex Rudaj, furono condannati; altri dieci si dichiararono colpevoli.